# Ritten Sport 2013-2014
Questa pagina contiene i dati relativi alla stagione hockeystica 2013-2014 della società di hockey su ghiaccio Ritten Sport.

## Roster 2013/14

### Portieri
- 30  Roland Fink
- 30  Thomas Tragust
- 31  Chris Mason
- 36  Josef Niederstätter

### Difensori
- 02  Travis Ramsey
- 03  Ivan Tauferer
- 07  Maximilian Ploner
- 08  David Urquhart
- 10  Gabe Guentzel
- 11  Fabian Ebner
- 14  Andreas Alber
- 20  Ruben Rampazzo
- 67  Ingemar Gruber
- 90  Maxime Moisand

### Attaccanti
- 13  Eric Johansson
- 15  Julian Kostner
- 17  Alexander Eisath
- 19  Daniel Tudin
- 34  Patrick Rissmiller
- 39  Matt Siddall
- 55  Lorenz Daccordo
- 71  Luca Ansoldi
- 74  Mirko Quinz
- 76  Levi Nelson
- 79  Emanuel Scelfo
- 86  Alex Tauferer
- 94  Thomas Spinell

### Allenatore
- Robert Wilson